# 御子神
御子神（みこがみ）乃指日本神社祭祀具有親子關係的神祇時，用來稱呼子神之名，又叫做苗裔神（びょうえいしん）。

## 概要
「御子神」乃是發生在父母神及子神共同被主祭的場合，特別是母子神。譬如京都府京都市東山區的八坂神社中御座主祭神為素戔嗚尊、東御座主祭神為其妻櫛稻田姬命，而西御座主祭神則為八柱御子神：八島篠見神、五十猛神、大屋比賣神、抓津比賣神、大年神、宇迦之御魂神、大屋毘古神、須勢理姬神。又譬如奈良縣奈良市春日大社的攝社若宮神社，主祀神即為天兒屋根命與比賣神之子天押雲根命。
日本各地有許多「若宮神社」，由於「若」字在日文裡意為「年輕的」，故此類神社之主祭神乃御子神，且多半為攝末社。不過若是從其他總社分香迎奉而來，冠上「若宮」的神社，則未必供奉該主祭神之御子神。